# 茨城県立竜ヶ崎第一高等学校・附属中学校
茨城県立竜ヶ崎第一高等学校・附属中学校（いばらきけんりつ りゅうがさきだいいちこうとうがっこう・ふぞくちゅうがっこう）は、茨城県龍ケ崎市平畑にある公立中学校・高等学校。通称・略称は、「竜ヶ崎一高（りゅうがさきいちこう）」、「一高（いちこう）」、「竜一（りゅういち）」、「竜一高（りゅういちこう）」。

## 沿革
- 1900年4月1日 - 茨城県立土浦中学校龍ヶ崎分校（創立）。
- 1902年4月1日 - 茨城県立龍ヶ崎中学校（独立）
- 1948年4月1日 - 茨城県立龍ヶ崎高等学校（改編）
- 1949年4月1日 - 茨城県立竜ヶ崎第一高等学校（改称）
- 1951年4月 - 初めて女子生徒が入学
- 1970年10月31日 - 体育館竣工
- 1974年8月10日 - 本館竣工
- 1978年3月31日 - 体育館竣工
- 1980年7月20日 - 武道場竣工
- 1988年10月25日 - 白幡会館竣工
- 1998年5月27日 - 飛龍館（多目的学習館）竣工
- 1999年3月16日 - 本館（管理・教室棟）竣工
- 2000年12月20日 - 運動部室竣工
- 2003年3月9日 - 武道場竣工
- 2014年 - スーパーサイエンスハイスクール (SSH) に指定（5年間）
- 2020年4月1日 - 附属中学校併設

## 校訓・教育方針
- 校訓 - 「誠実・剛健・高潔・協和」
- 教育方針
  - 学習指導の充実に努め、学力の向上を図る。
  - 基本的生活習慣の確立に努める。
  - 体育・スポーツ活動を奨励し、心身の陶冶と体力・運動能力の向上を図る。
  - 進路指導の一層の充実に努める。
  - 学校環境の整備美化を促進し、情操の進化に努める。
  - 国際教育を推進し、広い視野を持つ人材の育成に努める。

## 基礎データ

### アクセス
- 竜ヶ崎駅 徒歩約17分

### 象徴
- 校歌 - 作詞は元教諭の寺田彰司。この校歌の原曲は旧制一高寮歌「アムール川の流血や」である。県内では、同じメロディを下館一高が応援歌として使用している。
- 応援歌 - 作詞：中村重夫（旧中14回卒） 、作曲：土井晩翠。曲は旧制二高（仙台）のボート部応援歌と同じである。
- 制服 - 黒襟学生服、黒スラックス、白ワイシャツ。または黒ボレロ（白襟付）、黒ジャンパースカート、白ブラウス。夏は上着不要。

## 学校行事
- 5月 - 進学懇談会（3年）
- 6月 - 白龍祭（文化祭）
- 7月 - 進学懇談会、野球応援
- 8月 - 中学生対象学校説明会、モーラルアップ学習（2年）
- 9月 - 飛龍祭（体育祭)
- 10月 - 修学旅行（2年）
- 11月 - 大学模擬講義

## 部活動
野球部は甲子園に春1回・夏9回出場。1918年（大正7年）の第4回全国中等学校優勝野球大会で夏の全国大会の初出場を決めているが、この年に発生した米騒動の影響で大会自体が中止となった。

## 施設
- 飛龍館、白幡会館、体育館、2階建ての武道場、野球場やサッカー用グラウンドなど

## 学校関係者

### 著名な出身者

#### 政治家・官僚
- 北澤寛治 - 外交官、元コンゴ民主共和国駐箚特命全権大使
- 小泉俊明
- 千葉繁[1]
- 中山一生
- 中山利生
- 根本洋治

#### 財界
- 市川忍 - 丸紅初代社長、創業者
- 大貫裕仁 - 弁護士、日本弁護士連合会事務次長
- 宮嶋宏幸 - ビックカメラ取締役副会長[2]・元社長[3]

#### 教師・教授
- 武藤完雄
- 武藤清
- 田島英一

#### スポーツ
- 岡野功 - 柔道
- 森田歩希 - 陸上
- 根本行都 - 野球
- 塩瀬盛道 - 野球
- 宮本孝男 - 野球、競輪
- 杉山春樹 - 野球
- 持丸修一 - 野球
- 椎名市衛 - 剣道

#### 文化・芸能
- 服部正一郎 - 画家
- 永田春水 - 画家
- 牛山純一 - 映像作家
- 斎藤哲也 - TBS社員
- 豊嶋真千子 - 声優
- 村上健志 - フルーツポンチ
- 藤崎翔 - 作家

## 他校との交流
- 茨城県立水戸第一高等学校・附属中学校、茨城県立土浦第一高等学校・附属中学校、茨城県立下妻第一高等学校・附属中学校との県下中学連合野球大会100年記念親善試合実施[4]
- 水戸一高、土浦一高と校歌祭実施

## 旧講堂
かつて、竜ヶ崎一高には木造校舎の中でも特徴ある大きな講堂があった。これは建築家の駒杵勤治の設計によるものであるが、老朽化のため取り壊しとなった。駒杵による同時期・同デザインの3校（竜ヶ崎一高・茨城県立水海道第一高等学校・附属中学校・茨城県立太田第一高等学校・附属中学校）の講堂のうち、現存するものは太田一高（重文指定）のみである。

## その他
- 現在 竜ヶ崎一高が立っている白幡台は、かつて 源頼朝の家臣下河辺政義の子孫竜ヶ崎氏が築いた白旗城であった。現在の校地はその高台に位置する。
- 同窓会は白幡同窓会と称する。卒業と同時に加入。
- 校地が流通経済大学と隣接している。
- 2001年、夜間に不審火によって武道館が焼失。詳細原因などは不明。